# Józef Alojzy Pukalski
Józef Alojzy baron von Pukalski (ur. 16 marca 1798 w Cieszynie, zm. 5 stycznia 1885 w Tarnowie) – duchowny rzymskokatolicki, biskup diecezjalny tarnowski w latach 1852–1885.

## Życiorys
Józef Pukalski urodził się w Cieszynie i tam też ukończył gimnazjum. Święcenia prezbiteratu przyjął w 1821. Pracę jako wikariusz rozpoczął w parafiach księstwa oświęcimskiego. Pierwszą parafią, w której pełnił obowiązki proboszcza, były Wilamowice.  W 1851 cesarz mianował go biskupem diecezjalnym diecezji tarnowskiej. Uczestniczył w soborze watykańskim I, w czasie którego należał do opozycji przeciwnej ustanowieniu dogmatu o nieomylności papieża.
Kawaler Orderu Żelaznej Korony II klasy z uwolnieniem od opłaty (1864) oraz Komandor Orderu Franciszka Józefa. Honorowy Obywatel Tarnowa. W 1864 otrzymał nobilitację z tytułem barona (w Galicji), a w 1868 tytuł hrabiowski (kościelny) od papieża Piusa IX.